# Kirk Morris
Kirk Morris es el seudónimo de Adriano Bellini, actor italiano nacido en Venecia en 1938.
En su juventud, Bellini trabajó como gondolero en su ciudad natal, al mismo tiempo que se dedicaba al fisicoculturismo. En 1960 Bellini se trasladó a Roma para iniciar una carrera en el mundo del cine en donde adoptó el nombre artístico de Kirk Morris.
Entre 1960 y 1965 Kirk Morris protagonizó cerca de quince películas del género conocido como "Cine de espadas y sandalias" o Peplum —películas de aventuras ambientadas en la Antigüedad— en las que caracterizó al héroe mitológico Maciste, así como también a otros héroes como Hércules y Sansón.
En la segunda mitad de la década el cine peplum entró en decadencia y su carrera como actor declinó rápidamente; su último trabajo en el cine fue en el año 1970.
En 1969 Morris inició una nueva carrera como actor de fotonovela que se prolongó hasta 2001.

## Filmografía
- 1961 Maciste contra Hércules en el Valle de Woe
- 1961 El triunfo de Maciste
- 1962 Maciste en el Infierno
- 1962 Gigante contra los cazadores de cabezas
- 1963 Sansón contra los piratas
- 1963 Hércules contra Sansón
- 1964 Maciste en la corte del Zar
- 1964 El valle del Eco Tonante
- 1965 Los conquistadores de la Atlántida
- 1965 El vengador de los mayas